# Дрогобыч
Дрого́быч (укр. Дрого́бич) — город во Львовской области Украины, административный центр Дрогобычского района и Дрогобычской городской общины, второй по населению и экономическому развитию город Львовской области. В 1939—1941 и 1944—1959 годах — центр Дрогобычской области. До Львова 102 км железными дорогами и 86 км по автодорогам.

## История
Земли, на которых основан современный Дрогобыч, ещё в 993 году были отвоёваны киевским князем Владимиром и присоединены к Киевской Руси, после распада которой входили в состав Галицко-Волынского, а позднее Галицкого княжеств.
Основан примерно в XI веке в местности, богатой соляными источниками, на которых издавна добывали соль. Известен как город со времён Галицко-Волынского княжества с 1238 года. В историческом «Списке русских городов дальних и ближних» («Воскресенская летопись», датирована 1377—1382 гг.) значится «Другабець» среди других городов на Волыни, которые существовали в это время, такими как «Холмъ» и «Львовъ Великій».
В 1340—1772 годах Дрогобыч был центром староства Перемышльской земли в Русском воеводстве, а в 1918—1939 гг. — центр повета во Львовском воеводстве Польши. Распоряжением министра внутренних дел Польши от 14 июля 1934 года прошло разделение в районе Дрогобыча Львовской области на сельские муниципалитеты.
Магдебургское право дано в 1460 году — папой римским, в 1506 году — подтверждено польским королём.

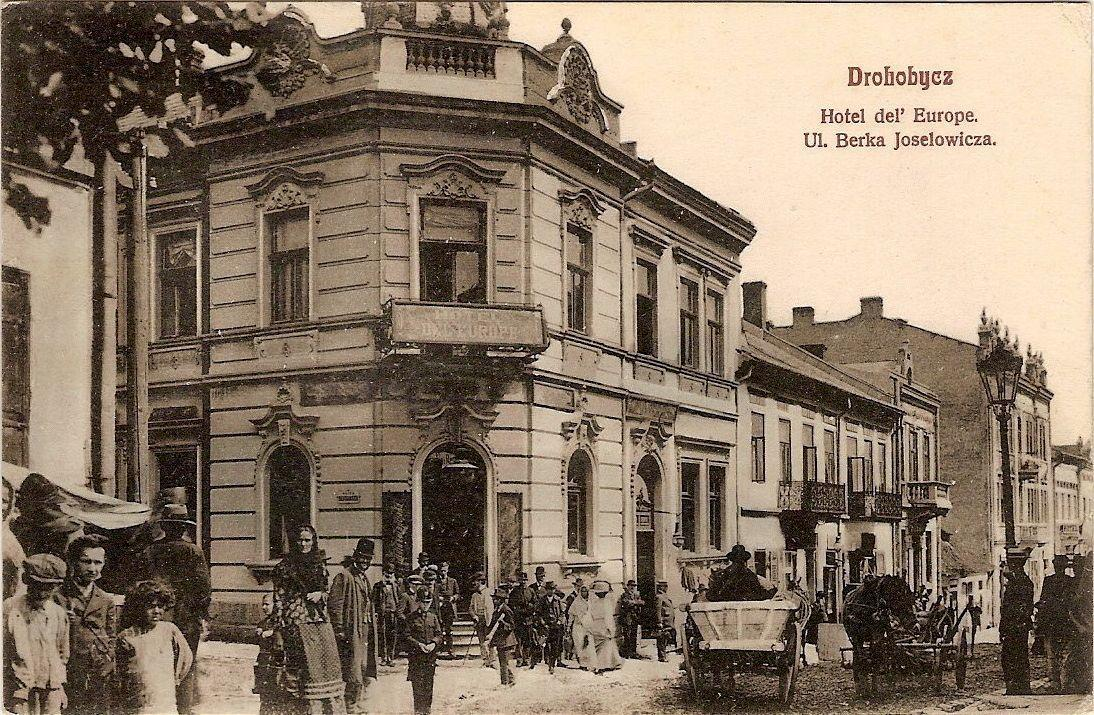
Городская улица, 1911 год

С 1772 года, после первого раздела Польши, город отошёл к Австрии.
В 1775 году в Дрогобыче была открыта одна из первых в Галиции украинских гимназий. В середине XIX века в городе начался промышленный бум. На околицах возникли промышленные разработки озокерита, а со временем — нефти и газа.
В 1866 году тут построили первый в Центральной Европе нефтеперерабатывающий завод, в 1910 году — второй НПЗ. Благодаря Дрогобычу Австро-Венгрия заняла третье место в мире по количеству добычи нефти.
В 1908 году был разработан проект строительства трамвайной линии, к 1914 был прекращён.
В 1918 году в городе была провозглашена власть Западно-Украинской народной республики.
С 1919 по 1939 год Дрогобыч находился в составе Польского государства.
23.12.1920—4.12.1939 — центр Дрогобычского повята в составе Львовского воеводства. 23.12.1920—28.09.1939 — в составе Польской Республики, с 28.09.1939 история уездного города связана с СССР.

### Во время Второй мировой войны
1 сентября 1939 года германские войска напали на Польшу, началась Германо-польская война 1939 года.
В сентябре 1939 года в город вошли немецкие войска, а через несколько дней — войска Красной Армии.
17 сентября 1939 года советские войска заняли территорию Западной Украины, и 28 сентября 1939 года был подписан Договор о дружбе и границе между СССР и Германией.
27 октября 1939 года установлена Советская власть.
C 14 ноября 1939 года в составе Украинской Советской Социалистической Республики Союза Советских Социалистических Республик.
4 декабря 1939 года город стал центром Дрогобычской области и Дрогобычского уезда Дрогобычской области (Указ Президиума Верховного совета СССР от 4 декабря 1939 года). С 17 января 1940 года — центр Дрогобычского района Дрогобычской области.
В июле 1940 года 34-я кавалерийская дивизия 4-го кавалерийского корпуса, находившаяся в городе, обращена на формирование частей 8-го механизированного корпуса КОВО.
С июня 1940 года по 22 июня 1941 года в городе находилось управление 8-го механизированного корпуса, командир корпуса генерал-лейтенант Рябышев, Дмитрий Иванович, и управление 7-й моторизованной дивизии, командир дивизии полковник Александр Васильевич Герасимов.

#### Во время Великой Отечественной войны
22 июня 1941 года германские войска напали на СССР, началась Великая Отечественная война 1941—1945 годов. Советские войска, находившиеся в городе, были подняты по боевой тревоге и выведены в места сосредоточения по плану прикрытия государственной границы. Жизнь города перестраивалась на военный лад.
С 1 июля 1941 года до освобождения частями Красной армии 6 августа 1944 года Дрогобыч находился под оккупацией нацистской Германии.
С августа 1941 года в Генерал-губернаторстве гитлеровской Германии.
В 1943 году на Дрогобыччине, как и по всей Галичине, начали создаваться отряды Украинской Народной самообороны, реорганизованы в декабре в УПА-Запад. Гитлеровцы в свою очередь активизировали противоповстанческие акции, арестовывая и уничтожая членов ОУН, УПА и их сторонников.
В рамках операции «Фрэнтик» 26 июня 1944 года 73 бомбардировщика В-17 в сопровождении 55 истребителей P-51 вылетели с советских аэродромов на бомбардировку НПЗ и сортировочной станции в г. Дрогобыч с посадкой на авиабазы в Южной Италии.
6 августа 1944 года освобождён советскими войсками 4-го Украинского фронта в ходе Львовско-Сандомирской наступательной операции 13.07.1944—29.08.1944 г.: 1-й гвардейской армии — 107-го ск (генерал-майор Гордеев, Дмитрий Васильевич) в составе: 167-й сд (полковник Дряхлов, Иван Дмитриевич) , 129-й гв. сд (полковник Гринченко, Тимофей Устинович).
Войскам, участвовавшим в освобождении Дрогобыча, Приказом Верховного Главнокомандующего от 6 августа 1944 года объявлена благодарность и в г. Москве дан салют 20-ю артиллерийскими залпами из 224 орудий.
Приказом Верховного Главнокомандующего И. В. Сталина в ознаменование одержанной победы присвоено наименование «Дрогобычских»:
- 107-му стрелковому корпусу (генерал-майор Гордеев, Дмитрий Васильевич);
- 330-му гвардейскому стрелковому полку (подполковник Рябов, Александр Васильевич);
- 520-му стрелковому полку (подполковник Акулов, Пётр Григорьевич);
- 306-му артиллерийскому полку (майор Покатило, Владимир Фёдорович);
- 1356-му зенитному артиллерийскому полку (майор Левицкий, Павел Афанасьевич);
- 115-му инженерно-сапёрному батальону (майор Сафронов, Сергей Александрович)[7].

#### Евреи города во время Второй мировой войны
До войны в Дрогобыче жили 13 500 евреев. Город был занят немецкой армией в первые же дни войны. В ноябре 1941 года евреи-инвалиды получили приказ собраться, якобы для устройства на работу, в еврейском доме престарелых. Все пришедшие (320 человек) были погружены на машины, вывезены в Броницкий лес и расстреляны. Здоровые евреи были устроены на работу. В 1942 году началось их планомерное уничтожение. В начале августа около пяти тысяч евреев были вывезены в лагерь уничтожения Белжец и отправлены в газовые камеры. Остальные были помещены в тюрьму и расстреляны в Броницком лесу. При этом периодически проходили так называемые «дикие акции» (нем. Wilde Aktionen), когда все появлявшиеся на улице евреи подлежали расстрелу на месте. Во время одной из таких акций, 19 ноября 1942 года, был убит известный писатель Бруно Шульц. В Дрогобыче были размещены 23 сотрудника гестапо.
Выжили либо те, кто смог купить фальшивые документы и покинуть Дрогобыч, либо те, кто был взят из тюрьмы на тяжёлые работы, а затем выжил в лагерях уничтожения, как музыкант Альфред Шраер. Несколько десятков человек были спрятаны польскими семьями и дожили до освобождения города советскими войсками. Кроме того, управляющий сельскохозяйственными работами майор Эберхард Хельмрих и его жена Доната спасли, по разным оценкам, от семидесяти до двухсот еврейских женщин: Эберхард выписывал им фальшивые документы и отправлял их в Берлин, где Доната распределяла их на работы в семьи. Эберхард и Доната Хельмрих причислены к праведникам мира.

### Послевоенный период
1 сентября 1946 года являлся городом областного подчинения. В городе находилась администрация Дрогобычского района.
21 мая 1959 года город и Дрогобычский район Дрогобычской области вошли в состав Львовской области.

## Население
На 1785 год большинство горожан принадлежали к трём национальностям: русины — 2800 чел., евреи — 2236 чел. и поляки —1600 чел.
В 1869 году из 16 880 жителей города 47,7 % были евреями, 28,7 % были русинами или греко-католиками, и 23,2 % были поляками или римокатоликами.
В 1939 году население составляло 34 600 человек, из них 39,9 % — евреи, 33,2 % — поляки и 26,3 % — украинцы.
В 1959 году из 42 тысяч жителей города украинцы составляли 70 %, русские 22,6 %, поляки 2,9 %, и евреи 2,4 %.
В 1979 — 56 000 жителей.
В 2001 — 79 000 жителей. По данным переписи 2001 года, украинцы составляли 93,98 % населения города, русские — 3,91 %.

### Языковой состав
Родной язык населения по данным переписи 2001 года:
| Язык       | Численность, чел. | Доля     |
| ---------- | ----------------- | -------- |
| Украинский | 72 530            | 94,14 %  |
| Русский    | 3 299             | 4,28 %   |
| Другое     | 1 220             | 1,58 %   |
| Итого      | 77 049            | 100,00 % |

Украинский язык является основным и единственным официальным языком города.

## Архитектура города
В Дрогобыче сохранились сооружения разных эпох. Наиболее древние из них:
- Костёл Святого Варфоломея (заложен в 1392 году, освящён в 1511 году).
- Колокольня костёла Св. Варфоломея 1551 года.
- Церковь Святого Юра XVI века.
- Церковь Воздвижения Честного Креста XVI века.

Значительная часть нынешнего центра города сформировалась в конце XIX — первой половине XX веков, в период экономического подъёма, связанного с нефтяным бумом.

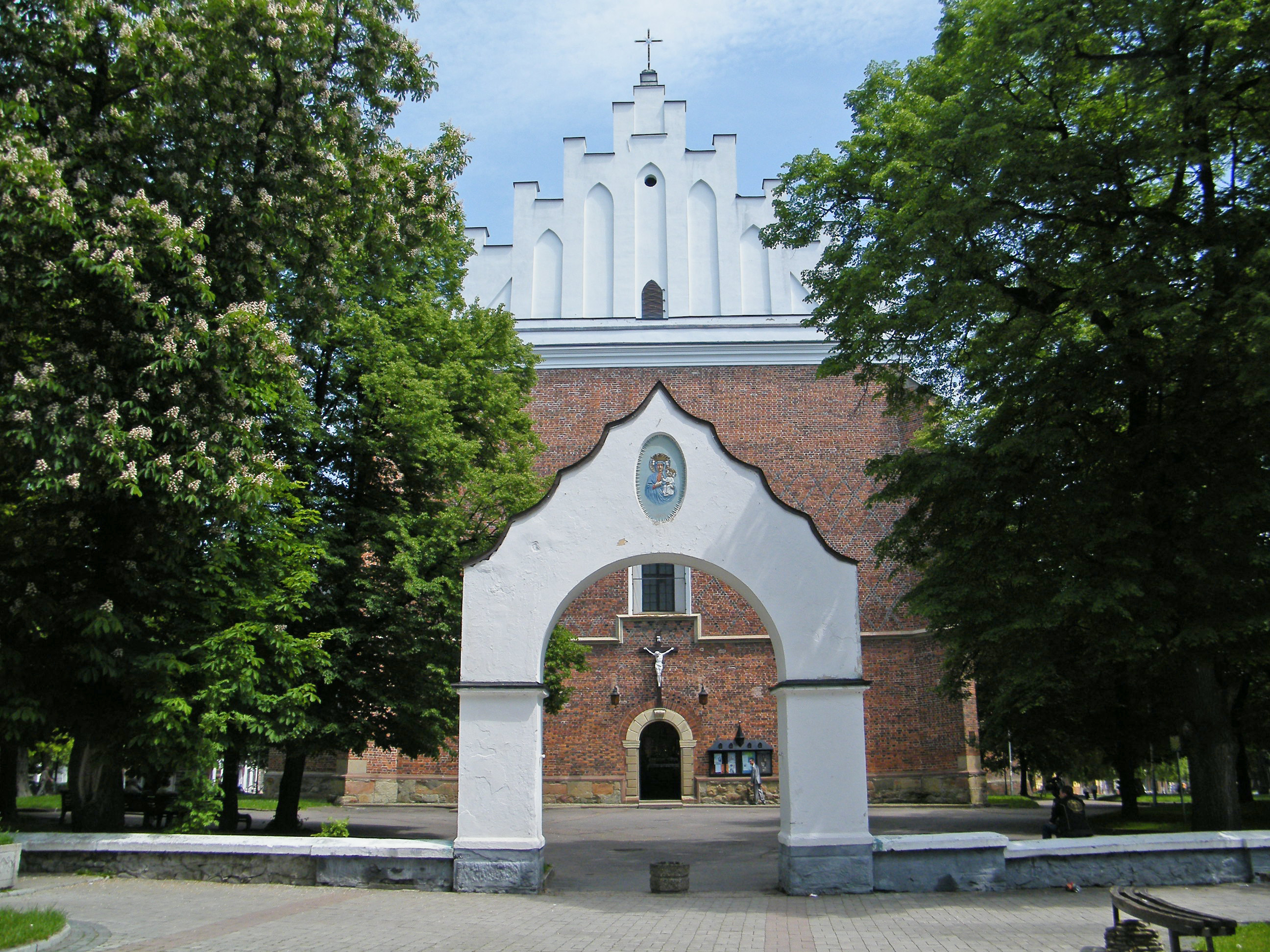
Костёл Святого Варфоломея
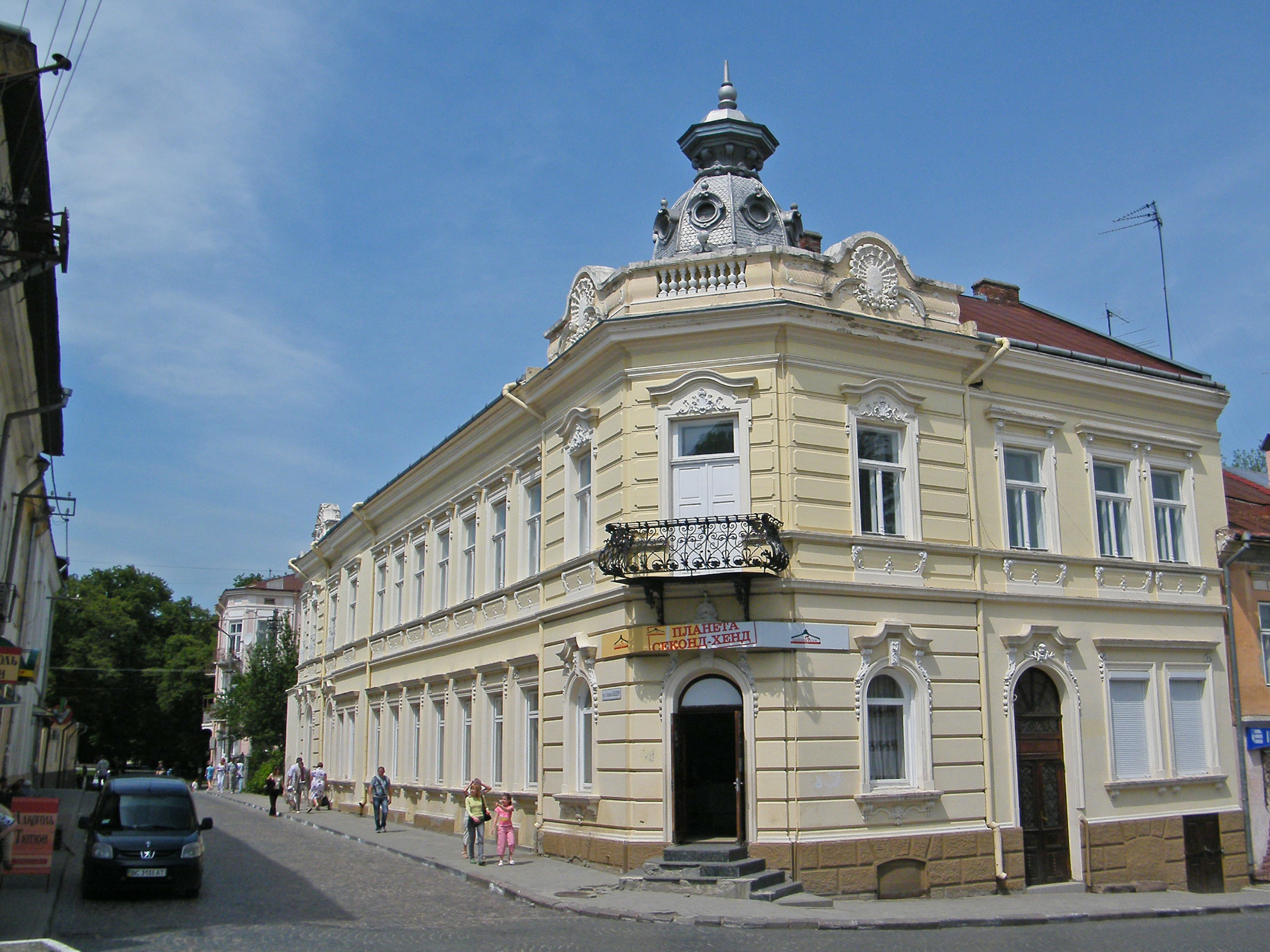
На перекрёстке
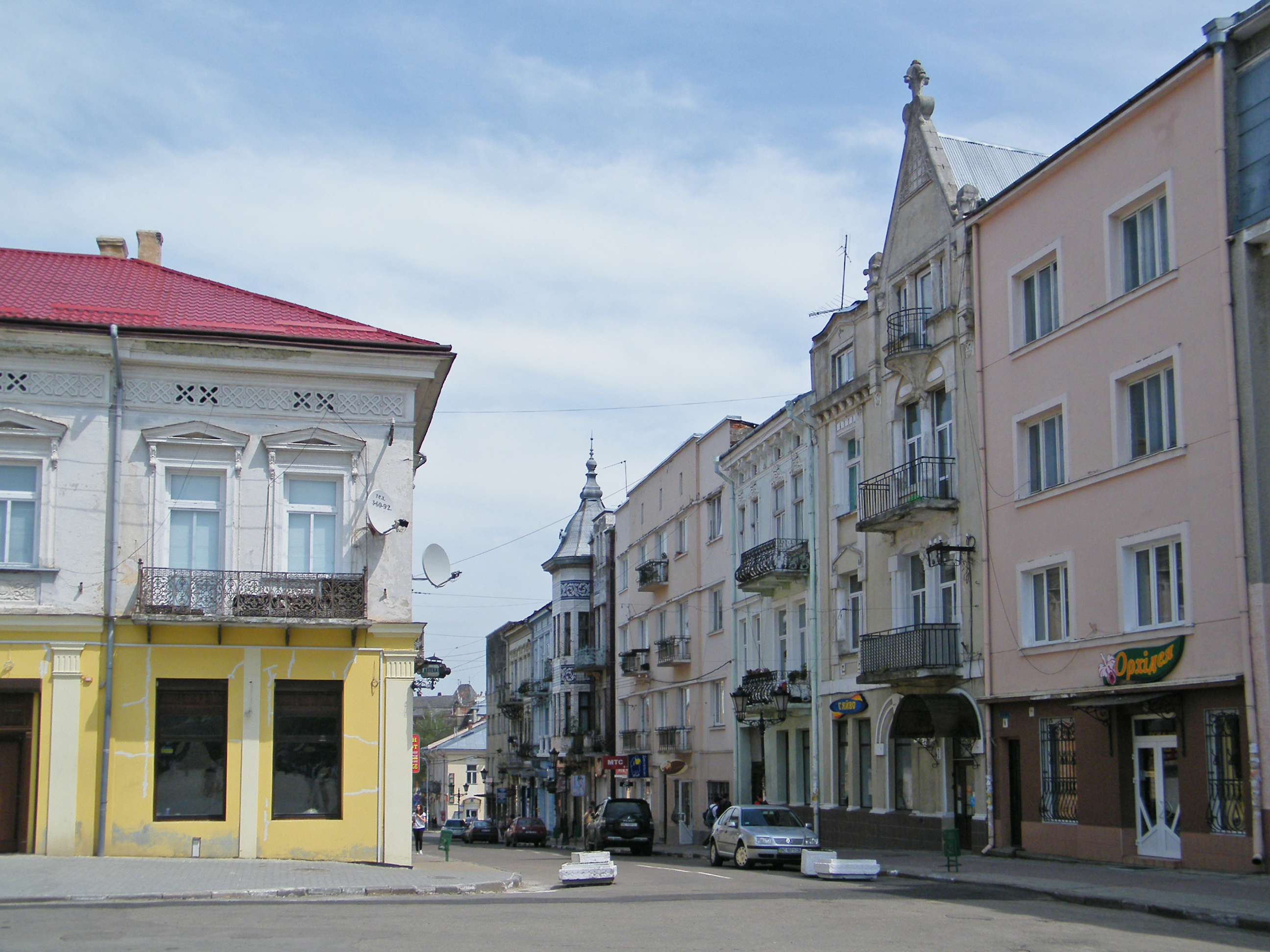
Фрагмент центра города
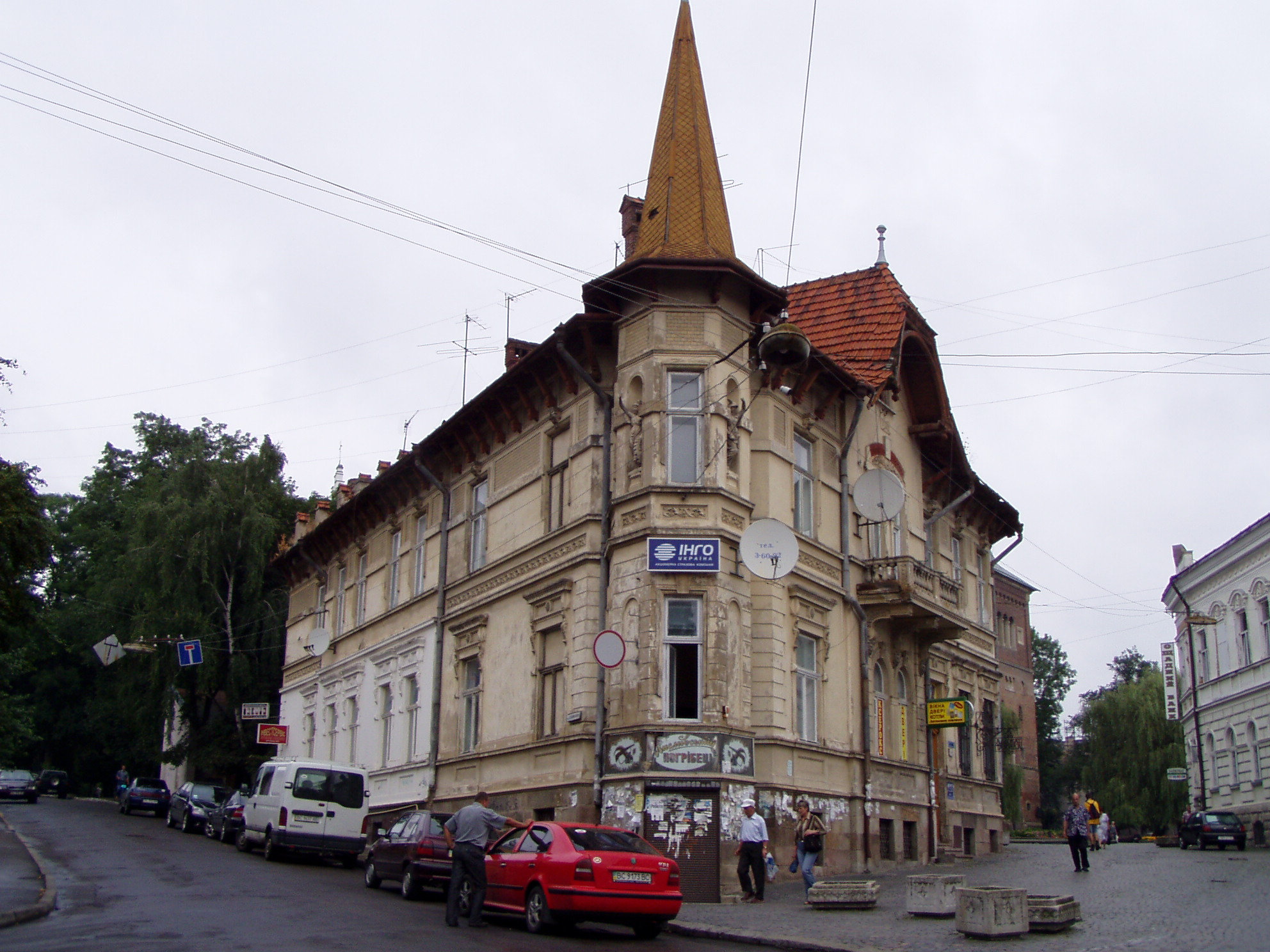
Дом в центре Дрогобыча
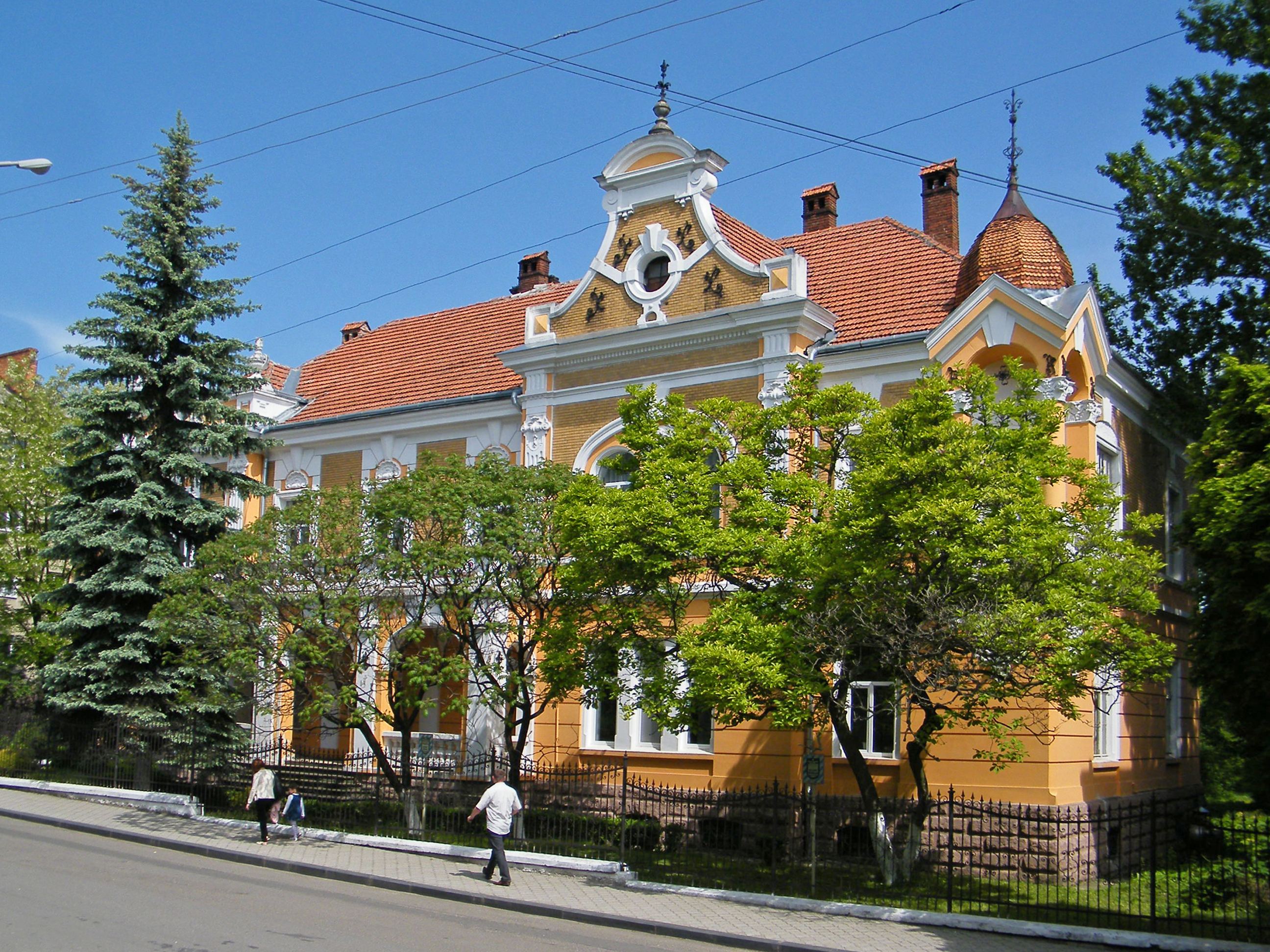
Вилла
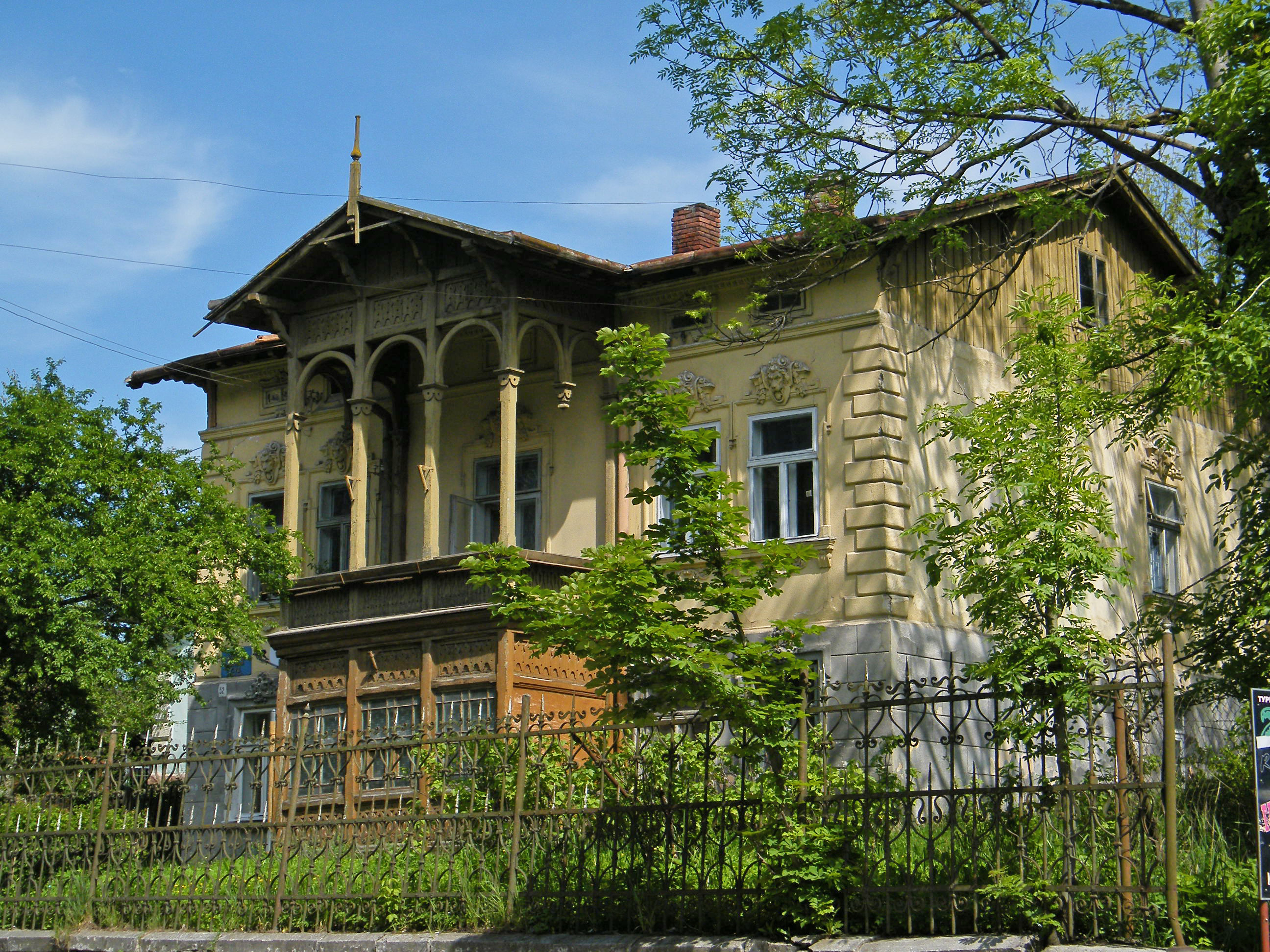
Старый особняк
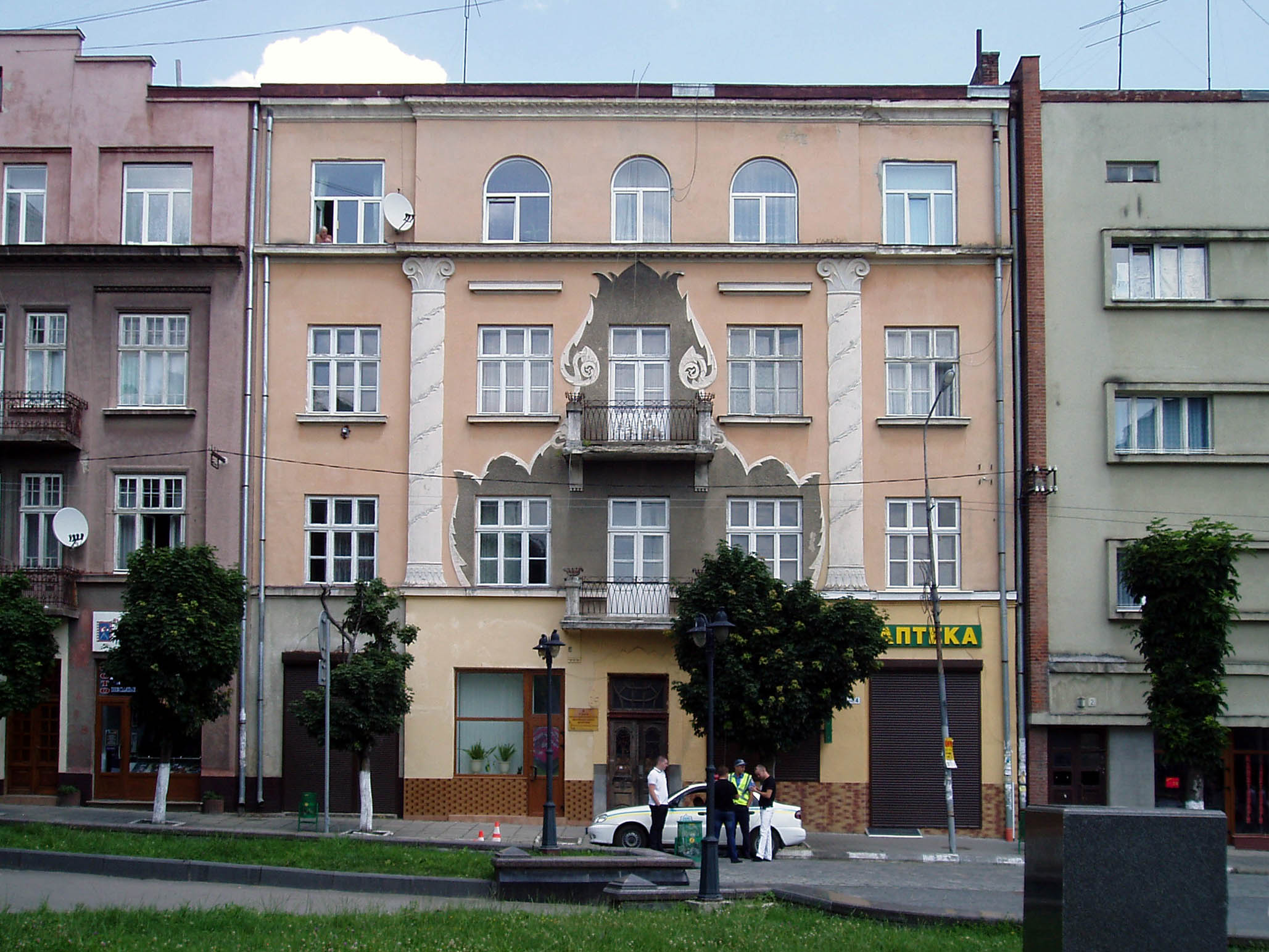
Ул. Осмомысла
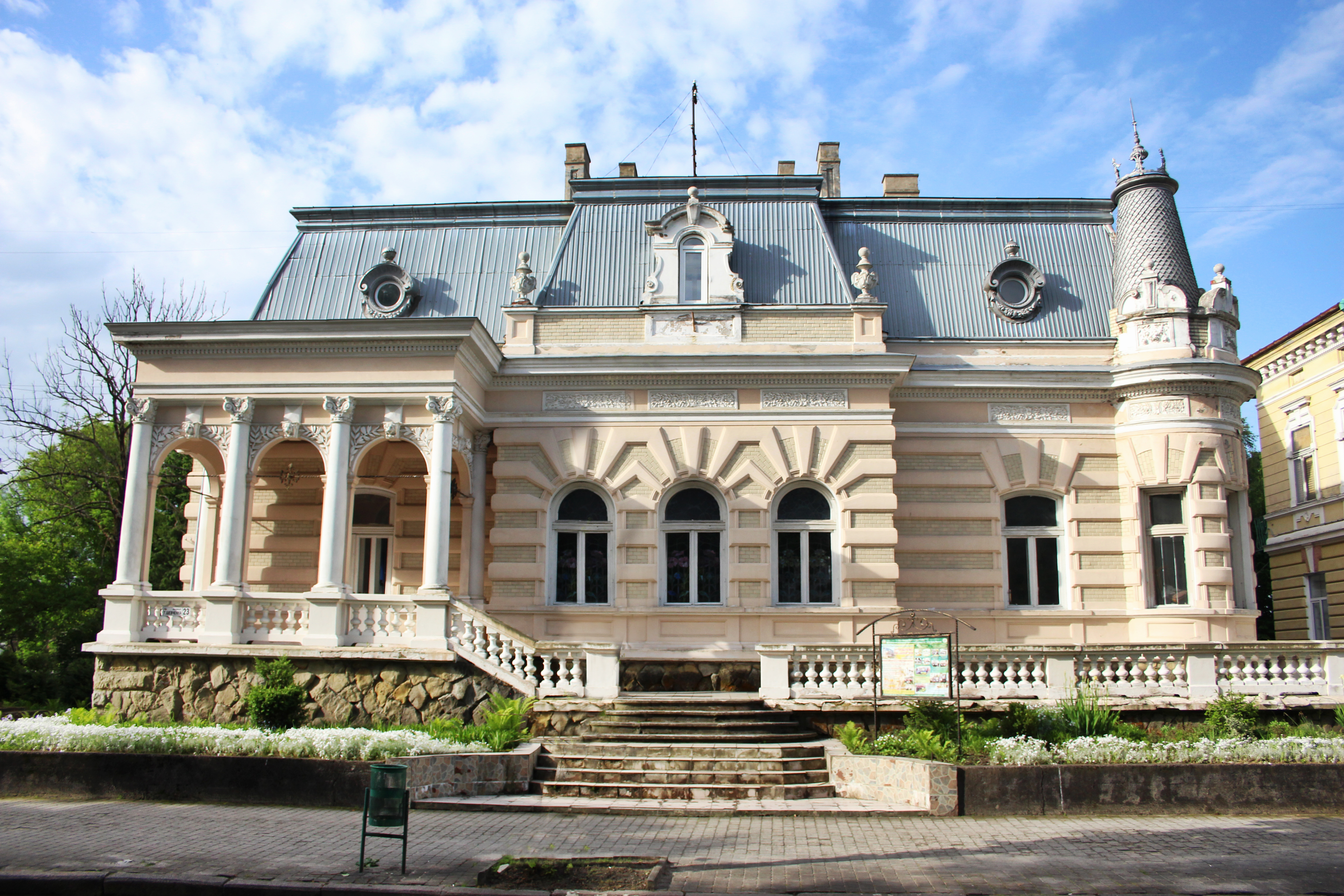
Вилла Раймонда Яроша
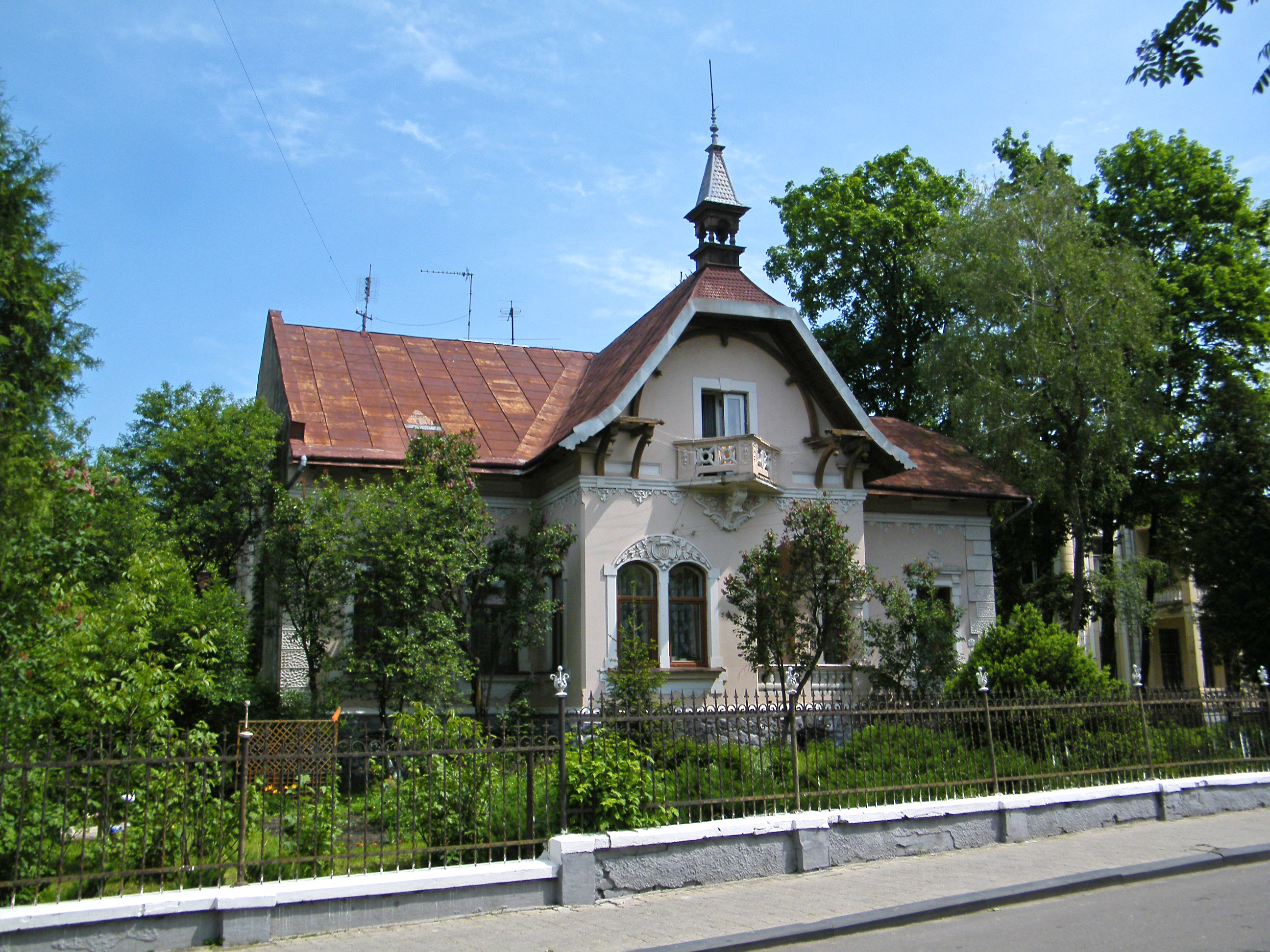
Небольшой особняк
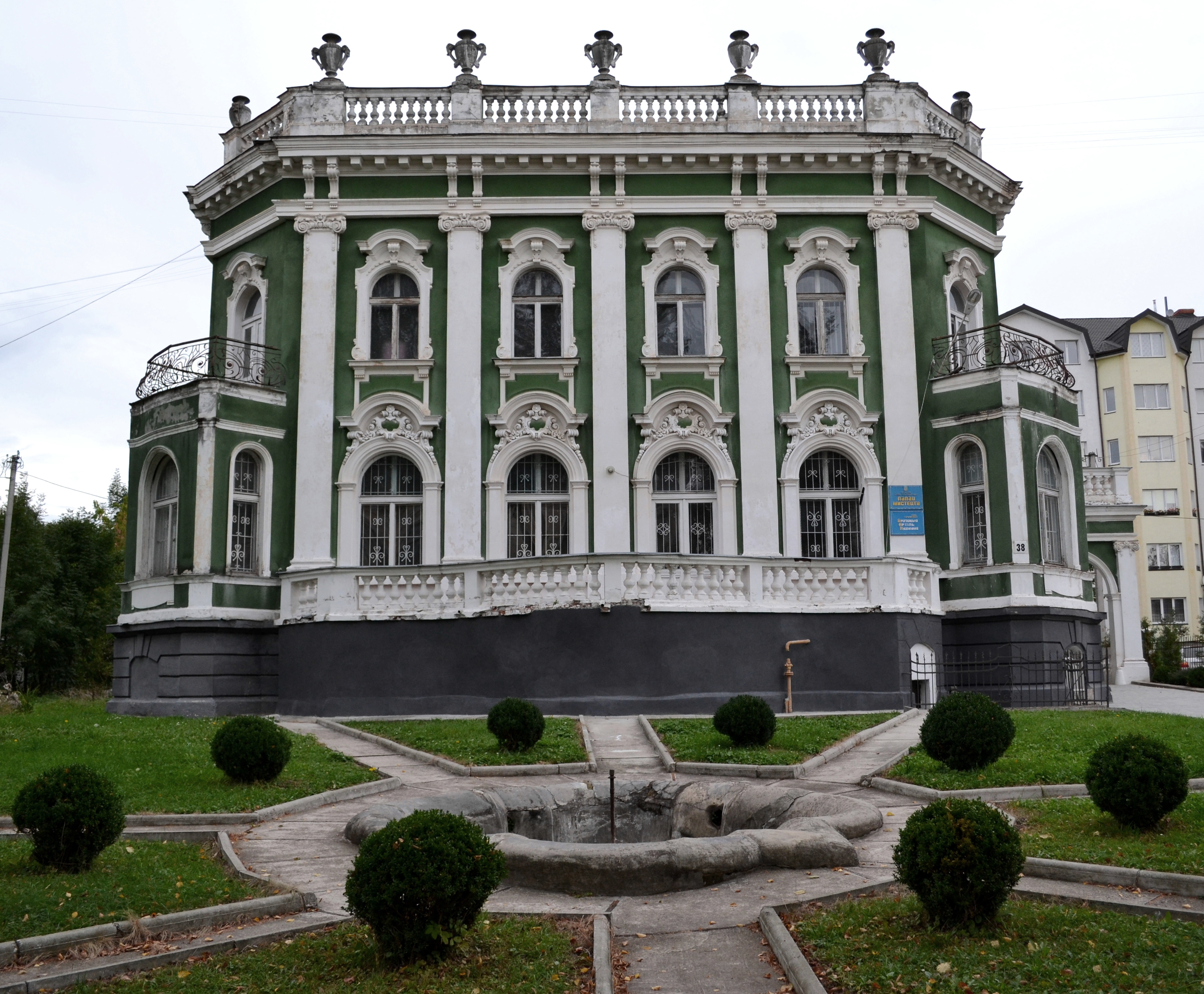
Дворец искусств с парком

## Религиозные сооружения

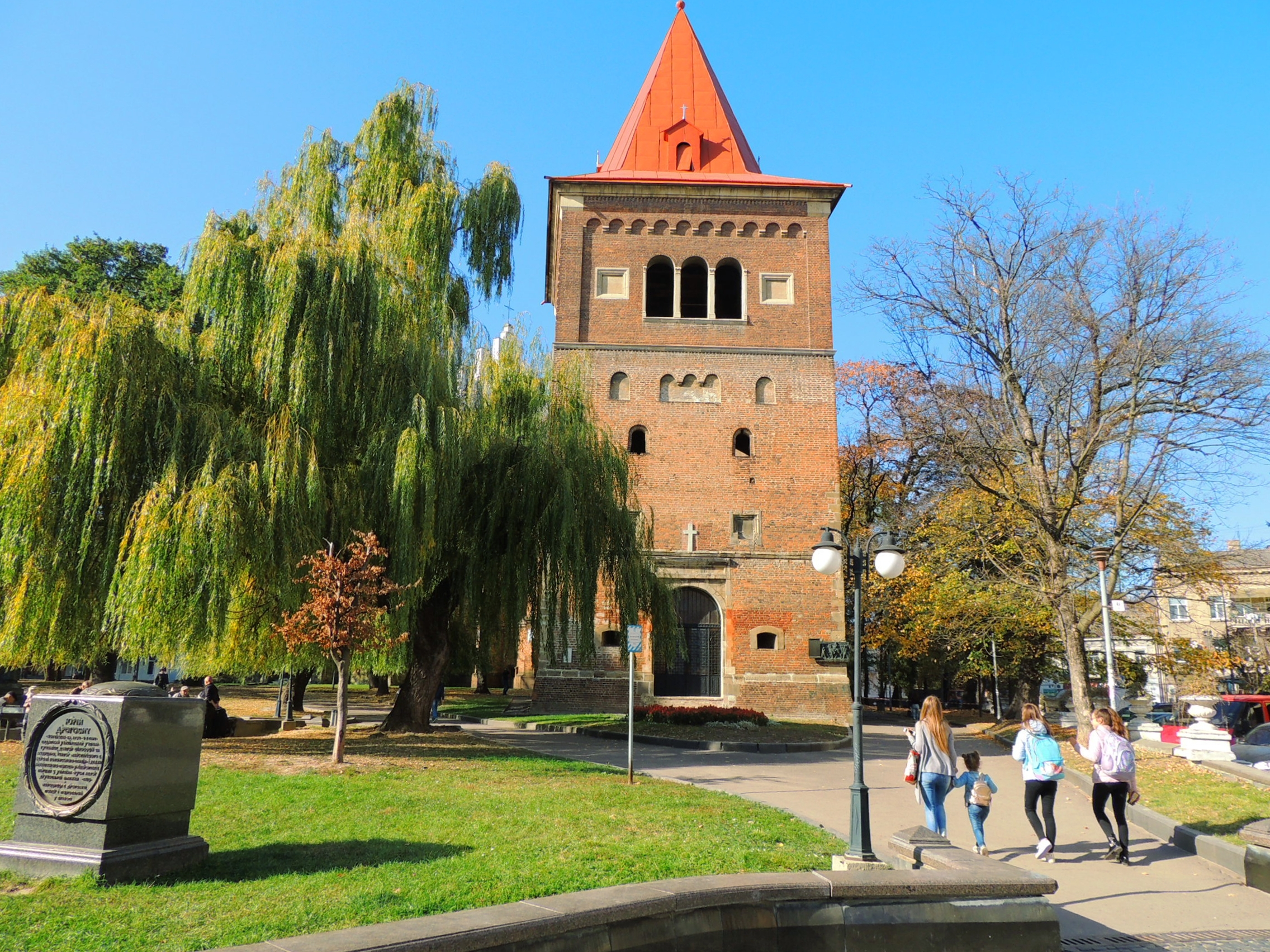
Колокольня костёла Св. Варфоломея, XVIII век
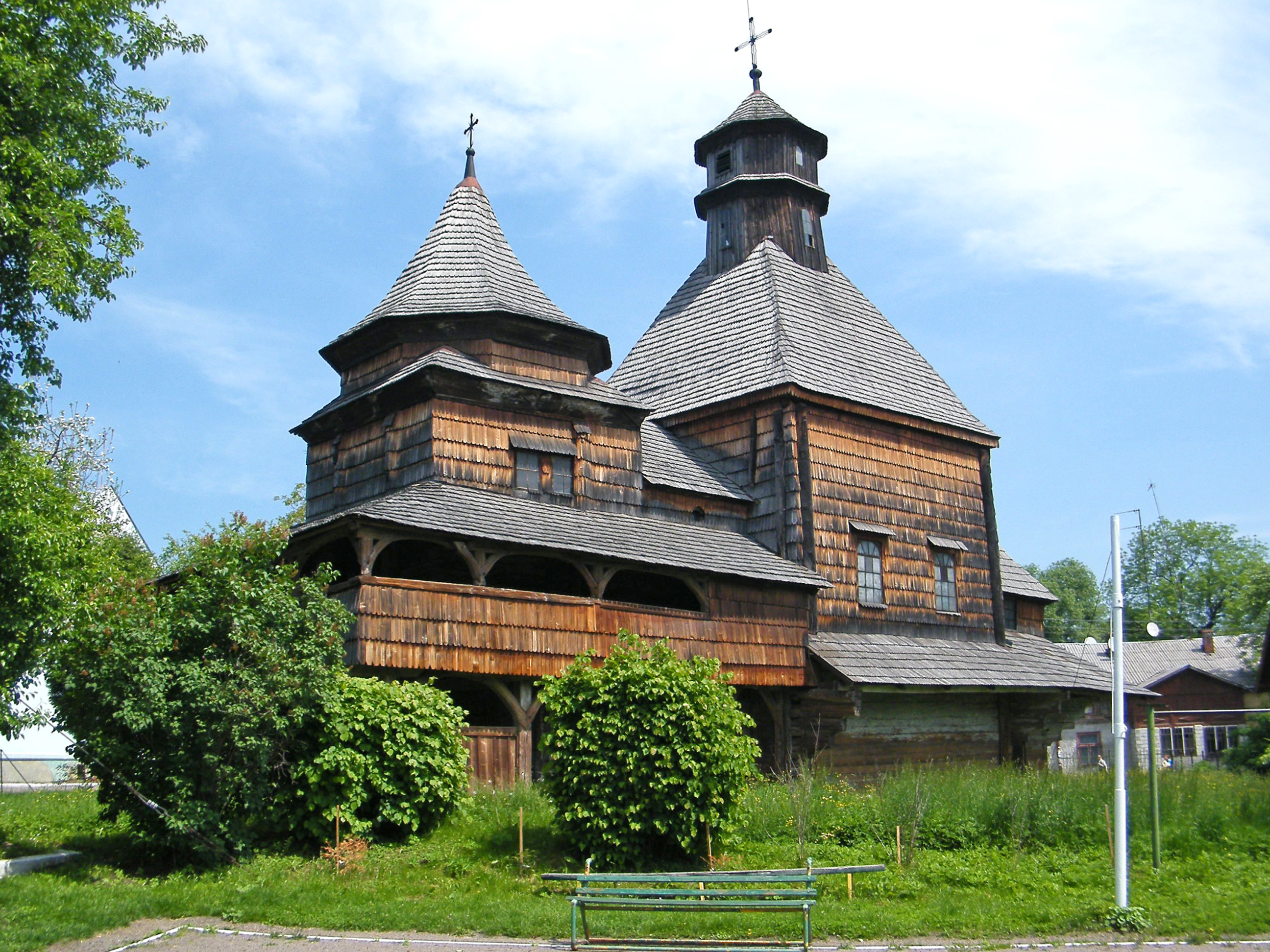
Церковь Воздвижения Честного Креста, XVII век
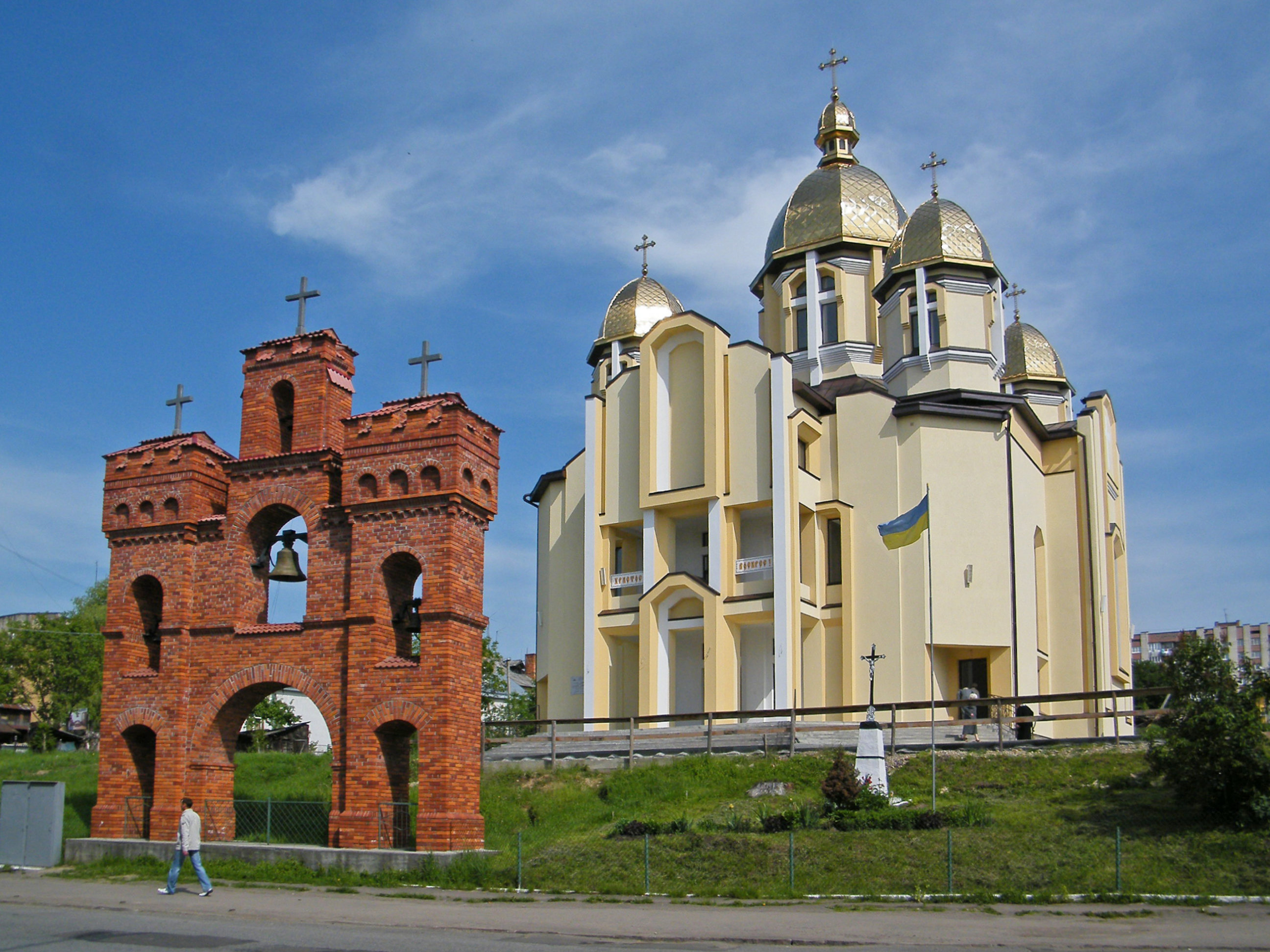
Спасская церковь
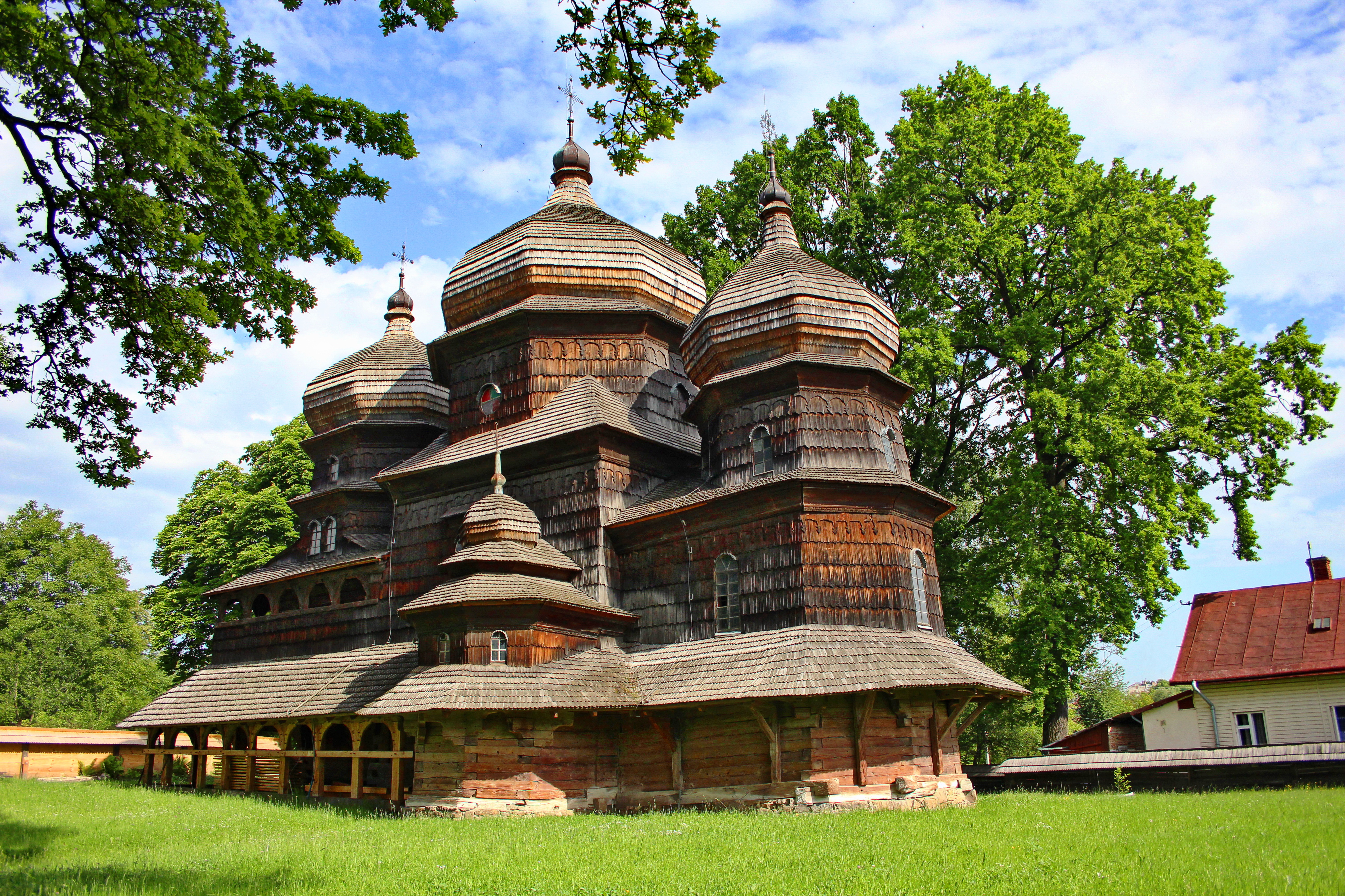
Церковь Святого Юра, XVII век
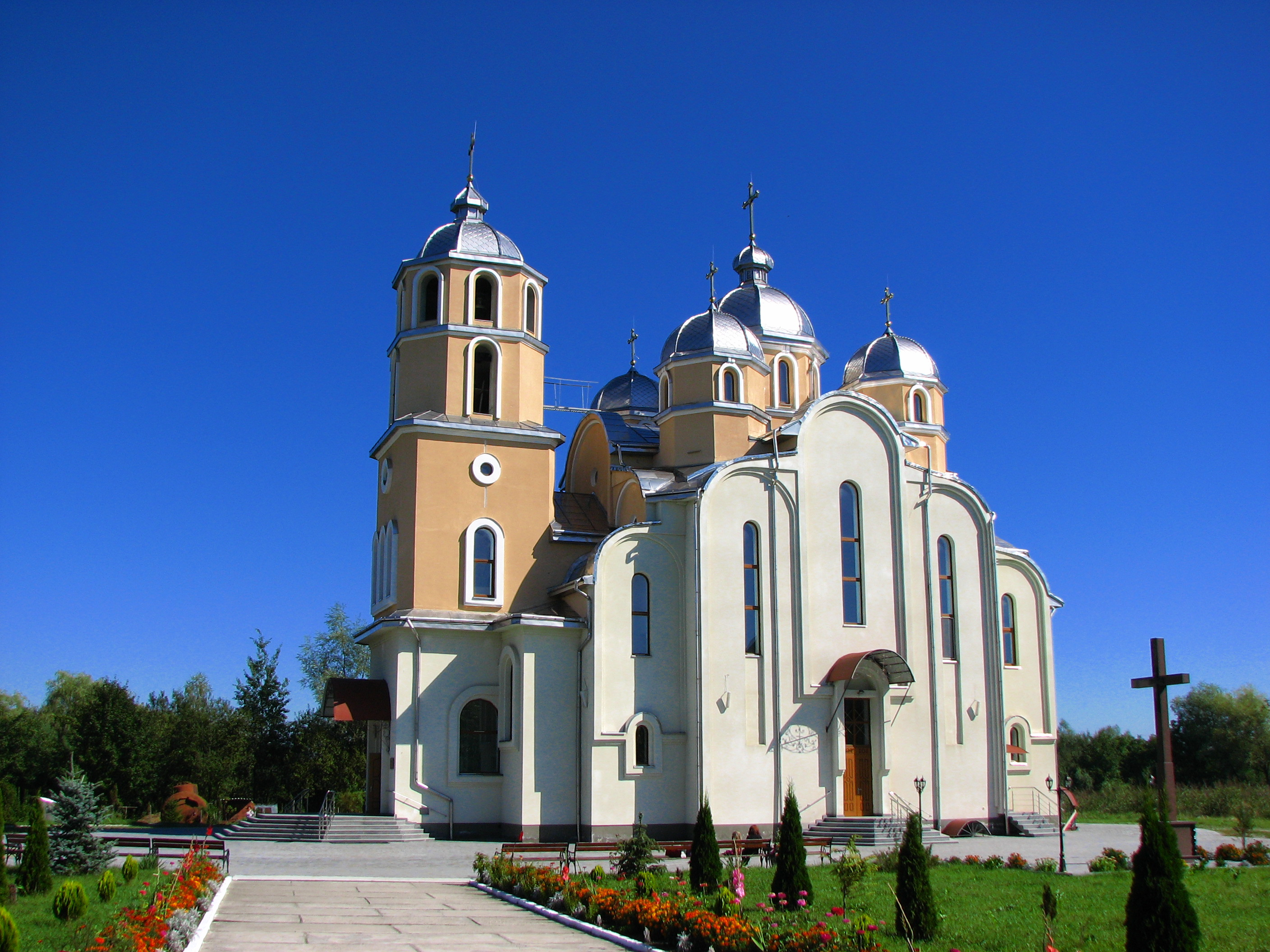
Успенская церковь

## Учебные заведения
Дрогобыч — значительный образовательный центр Львовщины и государства — здесь действуют несколько вузов, среди которых педагогический университет; духовная семинария, 12 лицеев и гимназий, техникумы и колледжи, музыкальное и медицинское училища, музыкальные и художественные школы.
- Дрогобычский государственный педагогический университет имени Ивана Франко
- Дрогобычская Духовная Семинария священномучеников Северина, Якима и Виталия
- Институт управления
- Дрогобычский проектный институт
- Филиал Винницкого проектного института
- Филиал Тернопольского экономического университета
- Филиал университета «Львовская политехника»
- Дрогобычский педагогический лицей
- Дрогобычский механико-технологический колледж
- Дрогобычский колледж нефти и газа
- Дрогобычский статистический техникум
- ВПУ № 19
- ППЛ № 15
- Музыкальное училище имени Барвинского
- Медицинское училище
- Кооперативный колледж
- Дрогобычская гимназия им. Богдана Лепкого
- Детская художественная школа
- Детская музыкальная школа № 1, № 2.

Корпуса Педагогического института
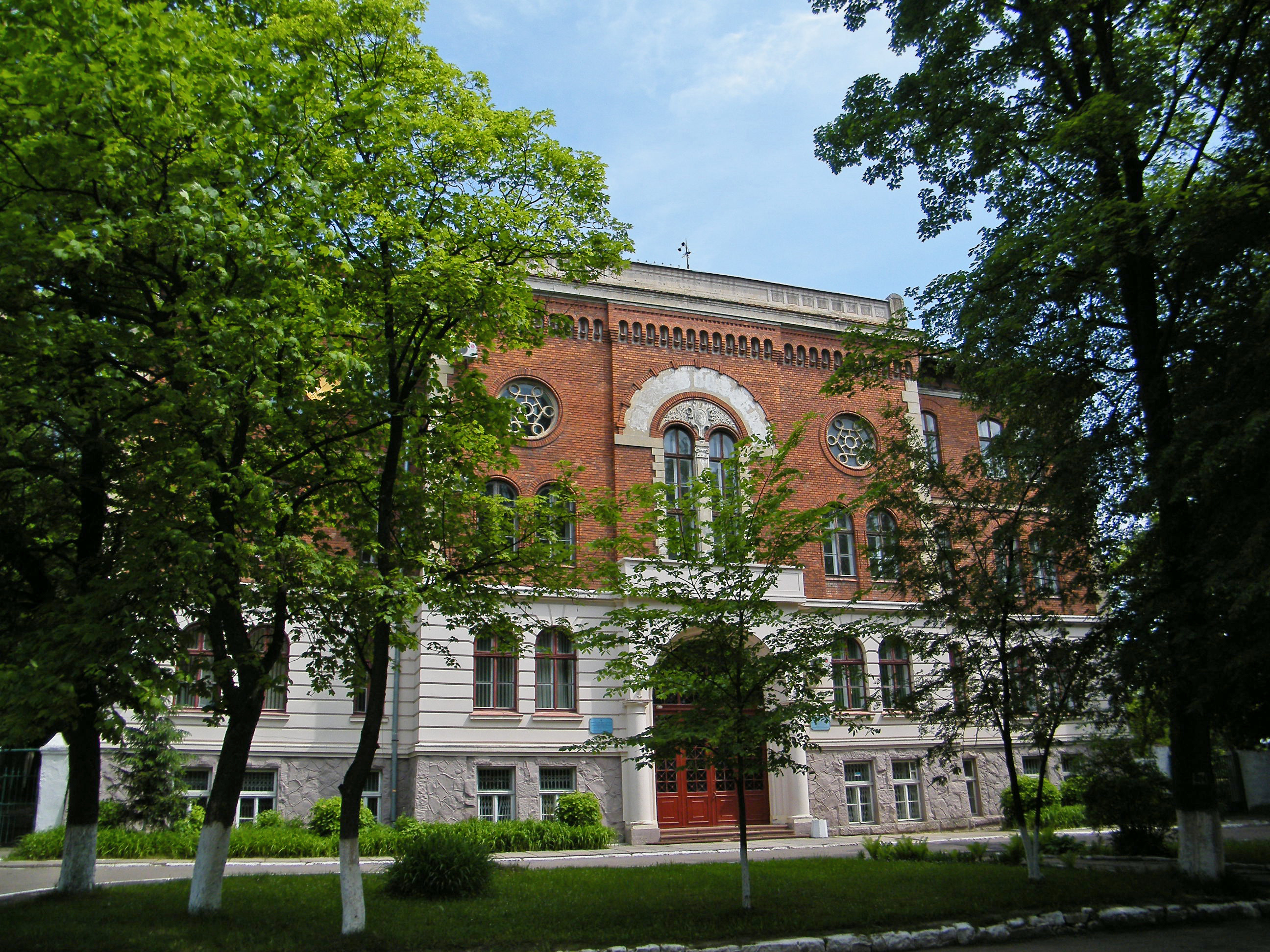
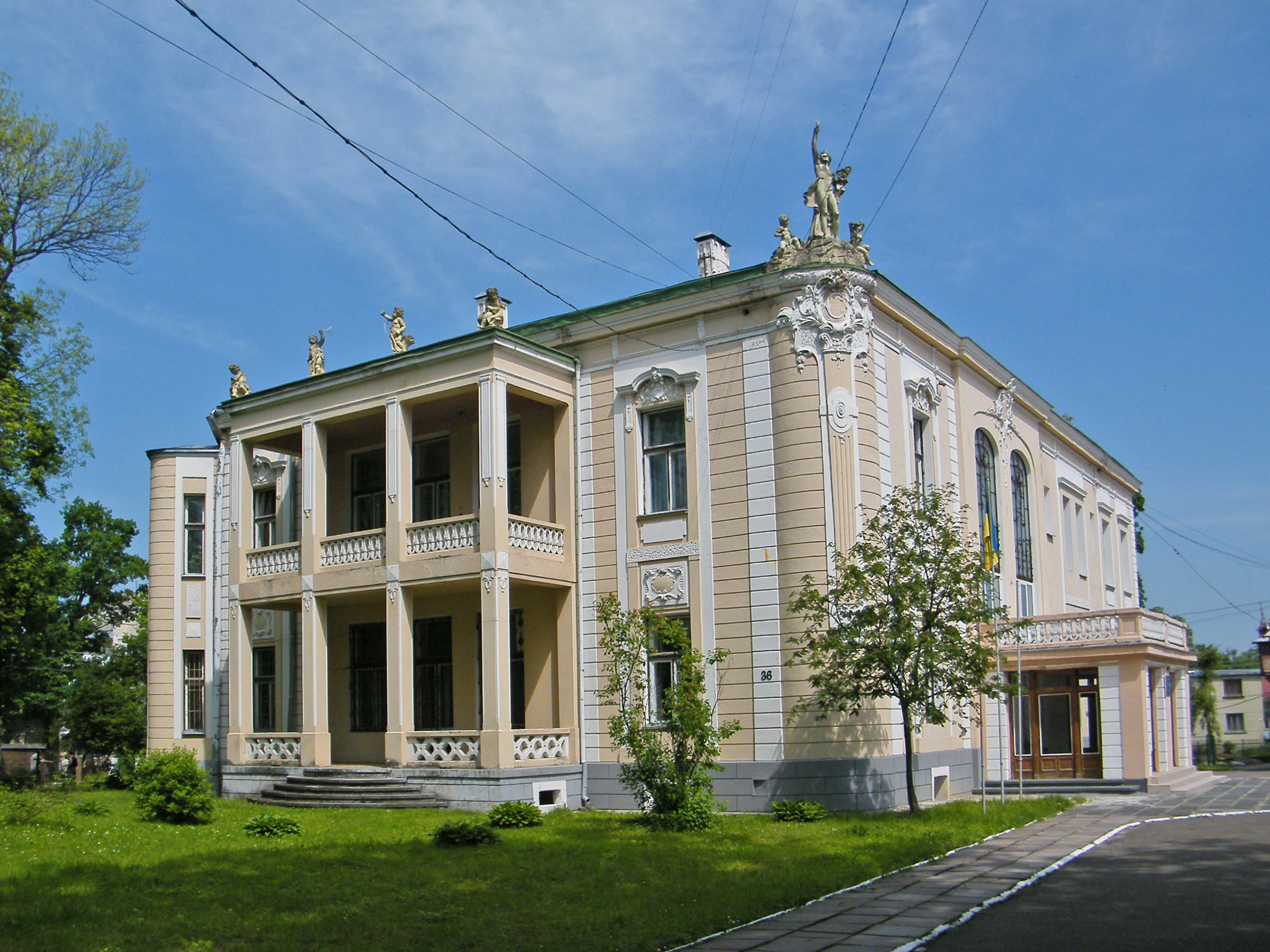
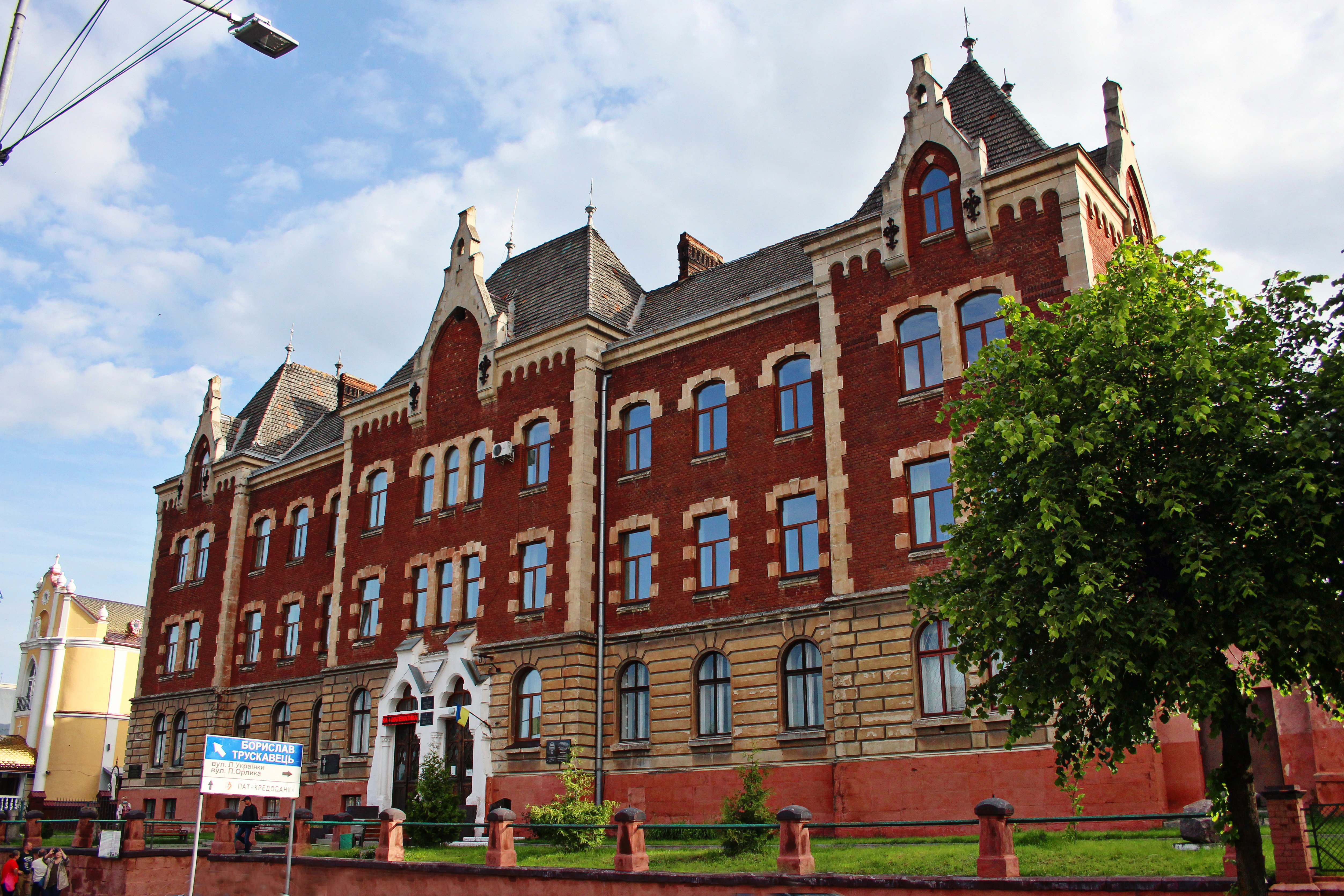
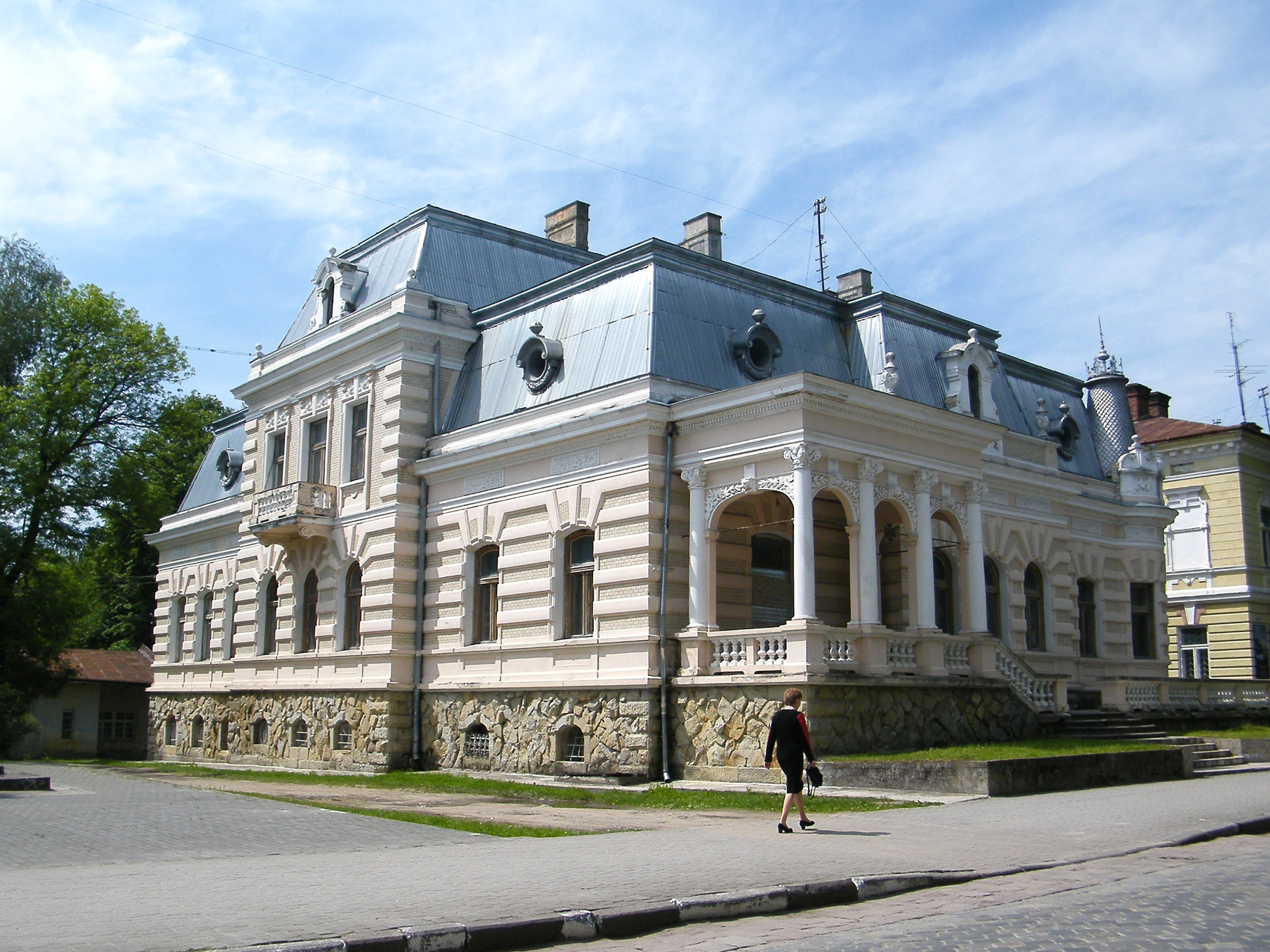

## Предприятия
- Дрогобычский завод автомобильных кранов
- Дрогобычский долотный завод
- Дрогобычские нефтеперерабатывающий завод № 1 и № 2
- Дрогобычский машиностроительный завод
- ЗАО Галка-Дрогобыч (Дрогобычский солеварный завод)
- Холдинговая компания «Доброта»

## Достопримечательности

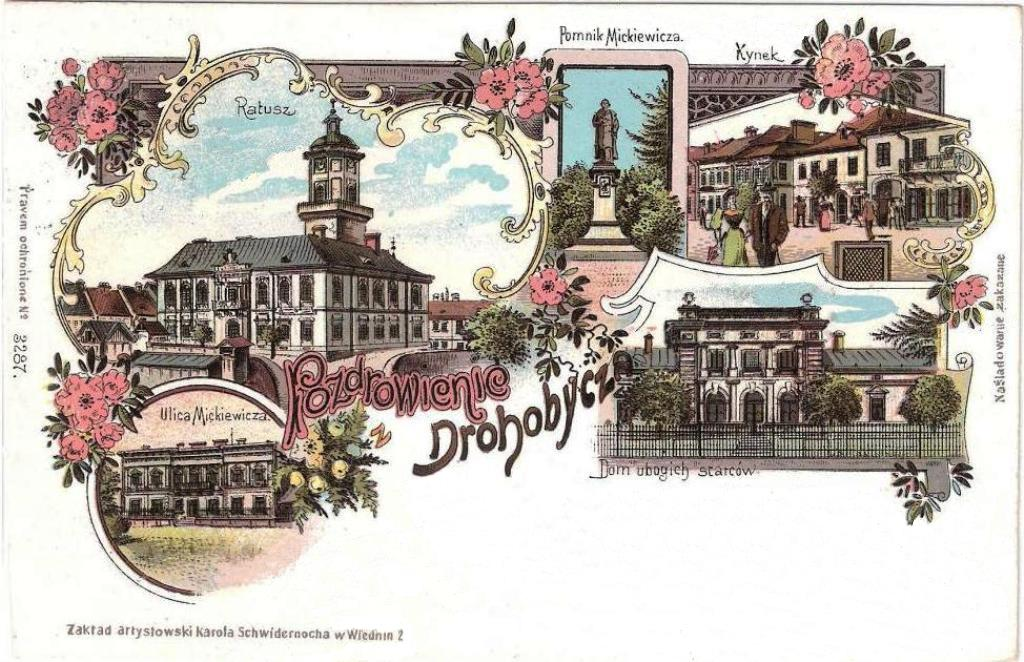
Открытка конца XIX ст. с видами достопримечательностей города

Дрогобыч чрезвычайно богат на историко-архитектурные памятки.
- Львовский областной академический музыкально-драматический театр имени Юрия Дрогобыча
- Краеведческий музей
- Музей Бруно Шульца
- Городская филармония
- Городской народный дом им. И. Я. Франко
- Собор Пресвятой Троицы
- Районный народный дом
- Церковь Святого Юра (Дрогобыч)
- Церковь Воздвижения Честного Креста
- Колокольня и костёл святого Варфоломея
- Монастырь Св. Петра и Павла
- Хоральная синагога (Дрогобыч)
- Вилла бургомистра начала XX века.

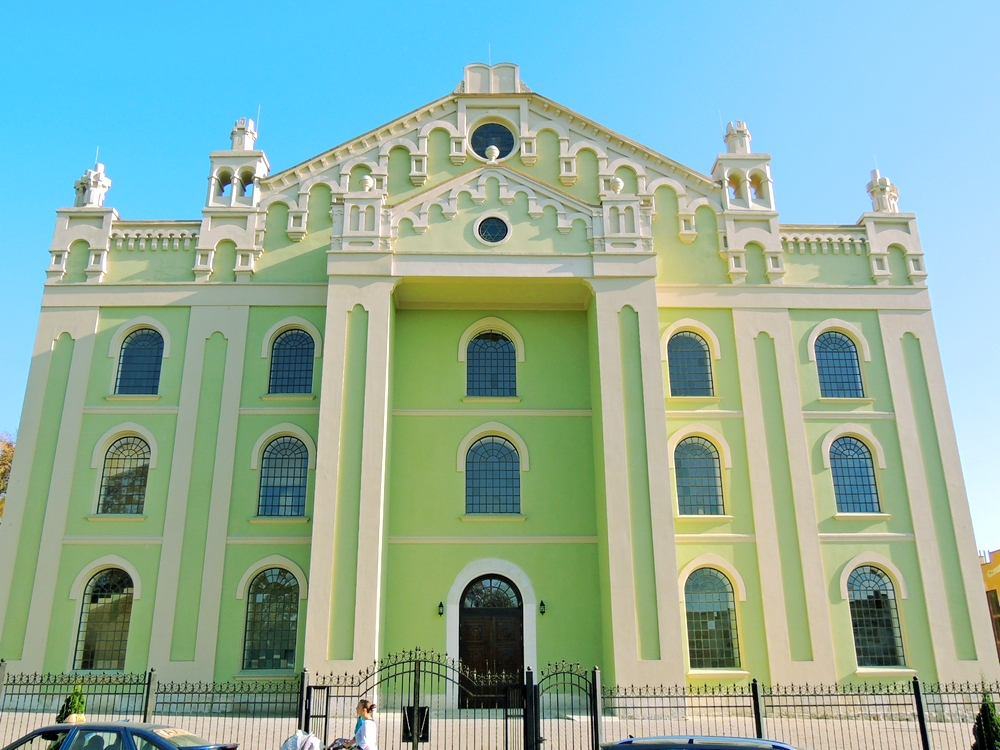
Хоральная синагога
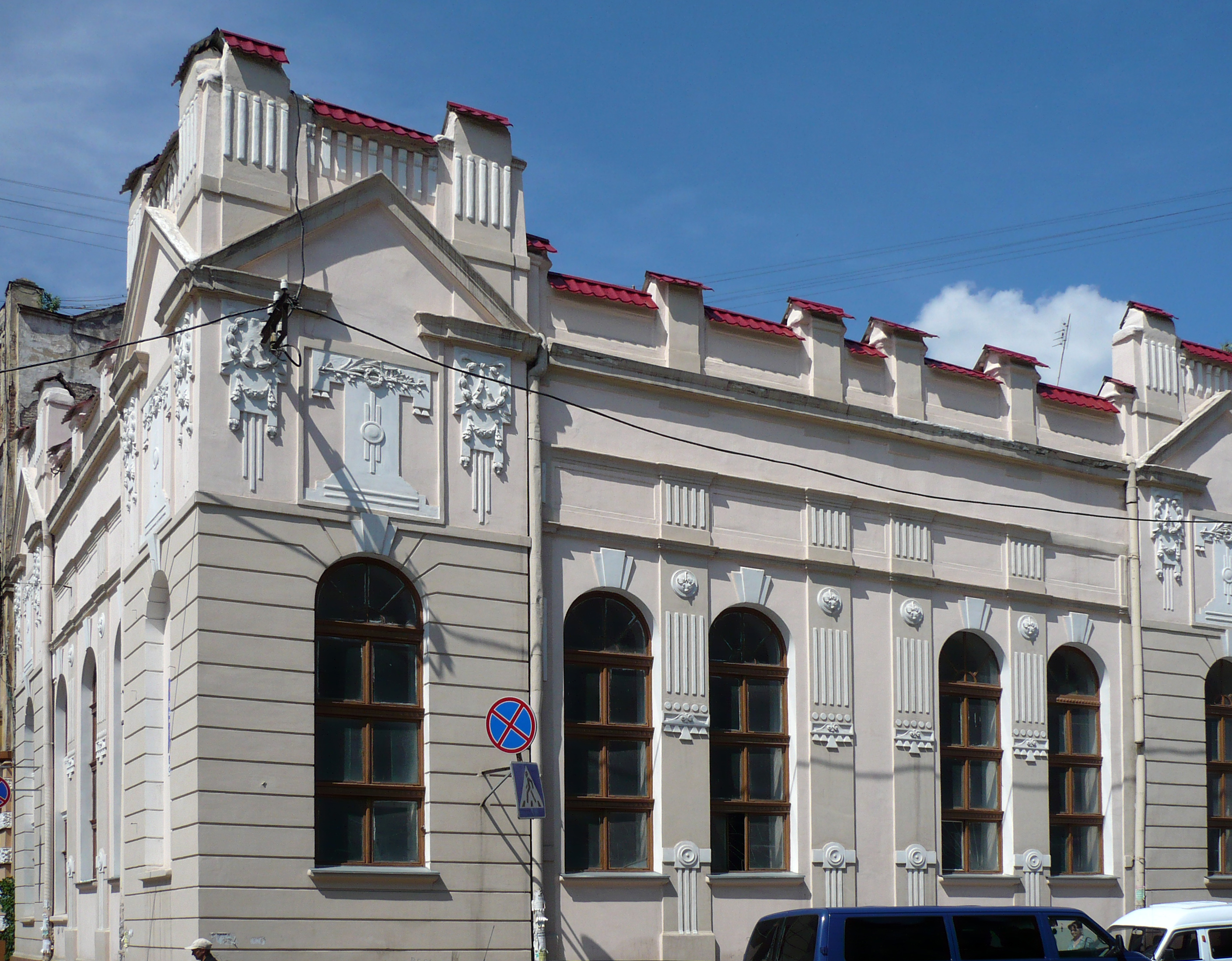
Синагога Осе Хесед
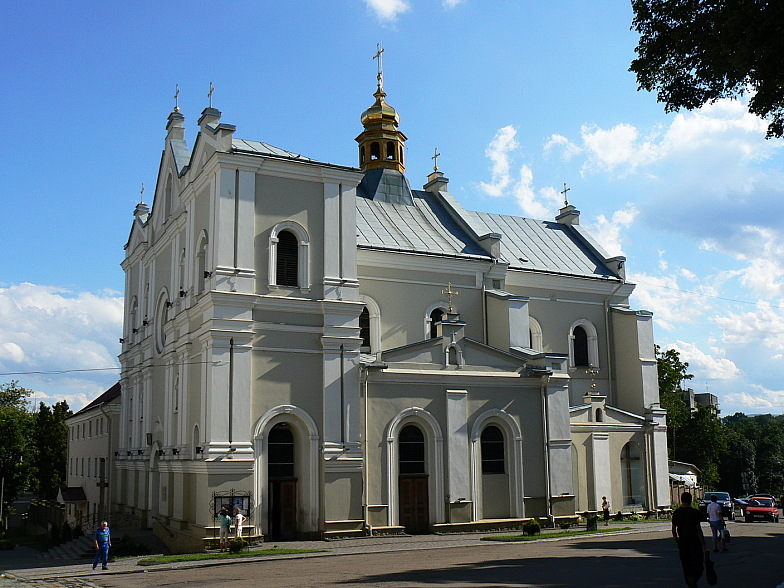
Собор Пресвятой Троицы
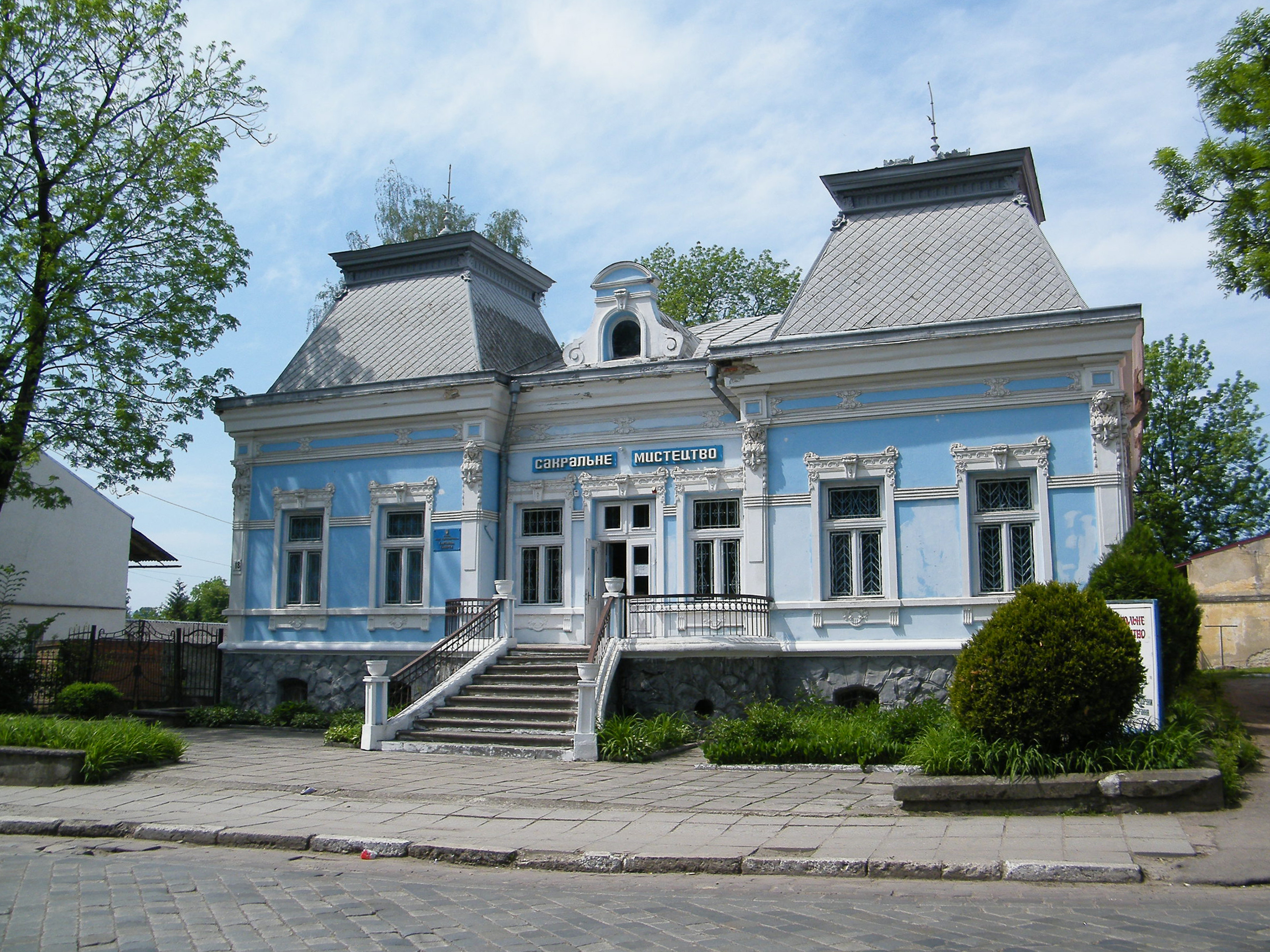
Картинная галерея
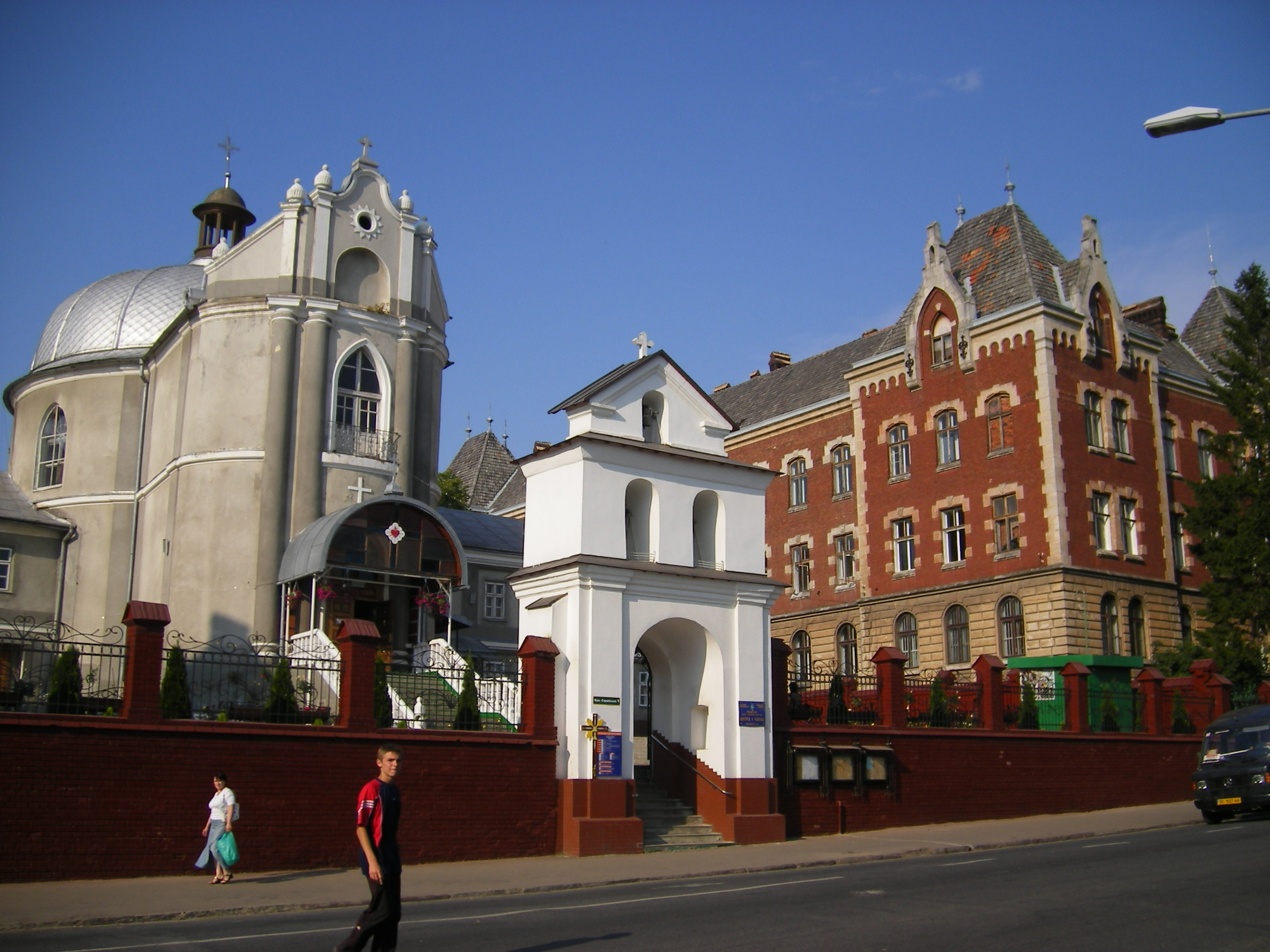
Монастырь Св. Петра и Павлa

## Уроженцы
- Вейнгарт, Иоахим — художник
- Казимеж Вежиньский — поэт

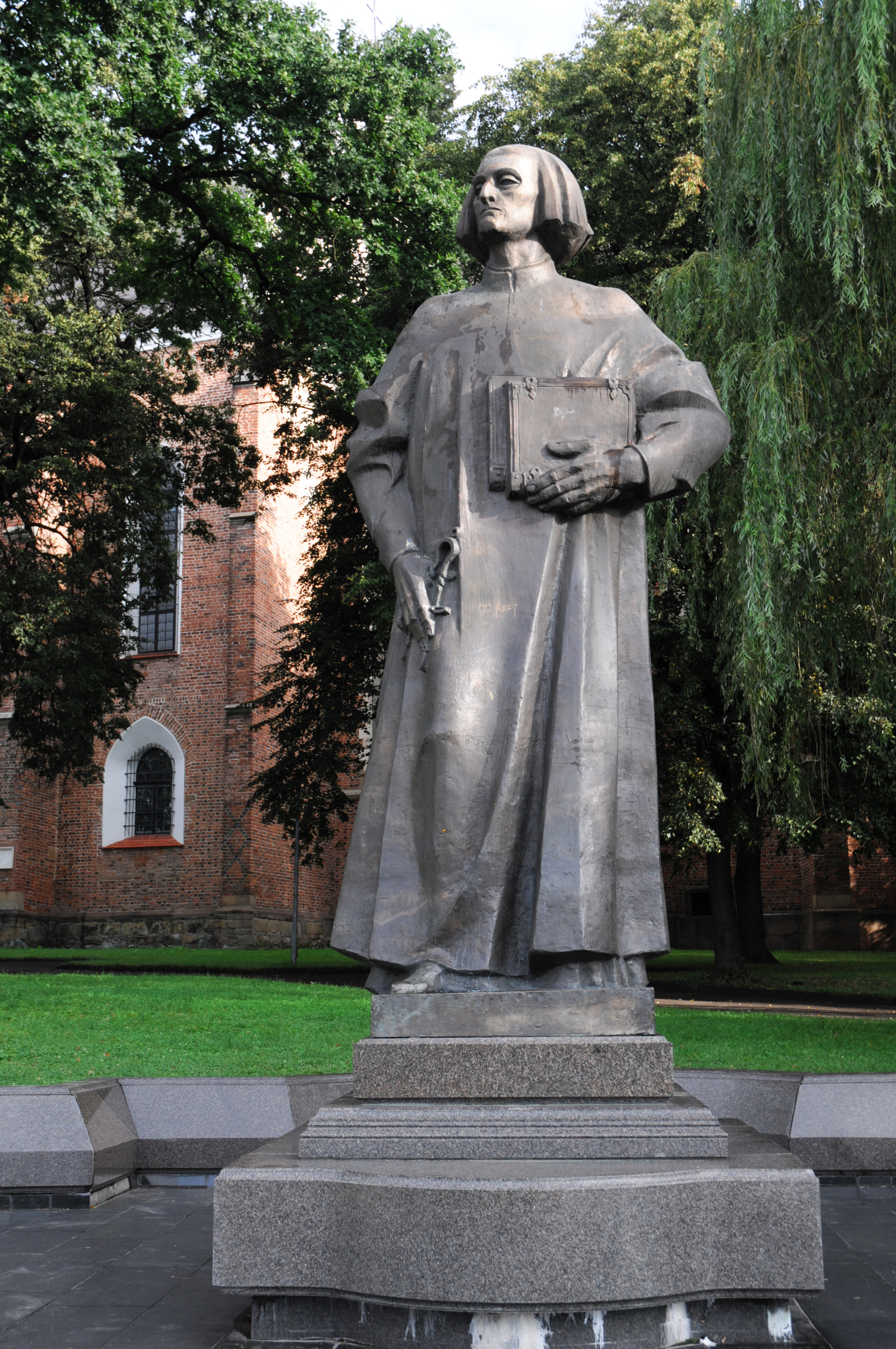
Юрий Дрогобыч

- Виктор Вексельберг — предприниматель
- Дрогобыч, Юрий — астролог
- Мордехай Рошвальд — писатель-фантаст
- Стернбах, Леон — филолог-византист
- Шульц, Бруно — писатель и художник
- Бергнер, Элизабет — актриса театра и кино
- Ярослав Ярославенко — композитор.
- Зенон Коссак — украинский националист, лейтенант Карпатской Сечи.

## Города-побратимы
- Санок, Польша (2007)
- Бытом, Польша (2011)
- Демблин, Польша (2001)
- Пшемысль, Польша (2001)
- Дембица, Польша
- Легница, Польша (1998)
- Олецко, Польша (2005)
- Остшешув, Польша (2006)
- Липик, Хорватия (2010)
- Смилтене, Латвия (2014)
- Банска Бистрица, Словакия
- Баффало, США
- Мускатин, США
- Изюм, Украина (2022)[16]